# Accumer See
Der Accumer See (auch Baggersee Accum) ist ein Baggersee auf dem Gebiet der Stadt Schortens südwestlich von Accum im Landkreis Friesland, Niedersachsen.
Er entstand in den Jahren 1970–1975 durch das Abbaggern von Sand für den Bau der Bundesautobahn 29.
Nachdem der See 2005 wegen Blaualgen für Angler und Badende gesperrt worden war, installierte die Fachhochschule Oldenburg/Ostfriesland/Wilhelmshaven 2006 einen Freistrahlapparat zur Tiefenwasserbelüftung. Dieses vom Forschungszentrum Terramare begleitete Projekt hatte das Ziel, sauerstoffreiches Oberflächenwasser in tiefere Schichten zu fördern und somit die Blaualgenblüte einzudämmen.
Der See wird vom Sportfischereiverein Wilhelmshaven e.V. als Angelgewässer genutzt.